# Pieter Willems
Pieter Caspar Hubert Willems (Maastricht, 6 januari 1840 - Sint-Joris-Weert, 1898) was een Nederlands-Belgische bestuurder, classicus en hoogleraar aan de Leuvense universiteit.

## Levensloop
Pieter Willems werd in 1886 de eerste voorzitter van de nieuw opgerichte Koninklijke Vlaamsche Academie voor Taal- en Letterkunde en werd een centrale figuur in de Vlaamse Beweging. Hij organiseerde ook de eerste wetenschappelijke dialectenquête (353 boekjes met telkens ca. 15.000 woorden) in de Nederlanden.
De Maastrichtenaar Willems werd op zijn 21ste Belg. Vanaf zijn 24ste tot aan zijn dood woonde en werkte hij in Leuven, waar hij Latijn doceerde. Hij schreef werken over het Romeins recht, die in zes talen vertaald werden. Hij ontving een eredoctoraat van de rechtenfaculteit van Heidelberg. Hij was ook secretaris van de Leuvense universiteit, en gedurende meer dan 20 jaar voorzitter zowel van het Davidsfonds, als van de Zuidnederlandse Maatschappij voor Taalkunde. Willems won ook de vijfjaarlijkse Belgische staatsprijs voor geschiedenis.

## Nalatenschap
Als vermogend inwoner liet hij omstreeks 1880 in Leuven op eigen kosten een nieuwe straat aanleggen, met meer dan dertig huurwoningen voor arbeiders.
In de buurt Wyckerpoort in Maastricht-Oost werd in 1921 een straat naar hem genoemd, de Professor Pieter Willemsstraat. Aan de straat lagen tot in de jaren 1980 drie middelbare scholen. Een daarvan stond bij scholieren bekend als "de PPW".